# Eredivisie (mannenhandbal) 2015/16
De Lotto Eredivisie is de hoogste afdeling van het Nederlandse handbal bij de heren op landelijk niveau. In het seizoen 2015/2016 namen tien teams deel aan de reguliere competitie. Tijdens de aansluitende nacompetitie werden de vijf ploegen, die vooraf in de BENE-League hebben gespeeld, hier aan toegevoegd. OCI-LIONS werd in het betreffende seizoen landskampioen. Door de uitbreiding van de BENE-League was er geen team gedegradeerd naar de Eerste divisie.

## Opzet
De BENE-League en de eredivisie deels met elkaar verweven. De 6 "beste" ploegen van vorig seizoen, spelen eerst een volledige competitie in BENE-League verband, terwijl de overige 10 ploegen eerst een volledige reguliere competitie in eredivisie verband spelen.
De ploegen die in de BENE-League plaatsen zich automatisch voor de kampioenspoule, deze wordt aangevuld met de vier hoogst geklasseerde ploegen uit de reguliere competitie, mits er geen ploeg in de kampioenspoule zit die deel uitmaakt van dezelfde vereniging. De beste vier in de kampioenspoule spelen volgend jaar BENE-League, de beste twee plaatsen zich voor Best of Three-serie. De winnaar van deze serie is de kampioen van Nederland.
De overige teams van de reguliere eredivisie spelen in de degradatiepoule. De laagst geklasseerde ploeg in de degradatiepoule degradeert rechtstreeks naar de eerste divisie. De een na laatste speelt een wedstrijd tegen de winnaar van het periodekampioenschap van de eerste divisie, om één plaats in de eredivisie.

## Teams
| · Hellas Hercules Teams in de Gemeente Den Haag. | 00000000 | · Venlo Swift Aalsmeer Bevo HC E&O Lions Volendam Hurry-Up Den Haag Houten Quintus Tachos Teams die uitkomen in de eredivisie. · Trams die uitkomen alleen uitkomen in de BENE-League en 00kampioenspoule · Teams zowel in de eredivisie als de BENE-League |

| Club                                 | Plaats         | Provincie     | Trainers                                                     | Hal                                 |
| Eredivisie                           | Eredivisie     | Eredivisie    | Eredivisie                                                   | Eredivisie                          |
| ------------------------------------ | -------------- | ------------- | ------------------------------------------------------------ | ----------------------------------- |
| Oosting Metaal Recycling/E&O         | Emmen          | Drenthe       | Edwin Kippers                                                | Angelslo                            |
| Gilde-BT/HandbaL Venlo               | Venlo          | Limburg       | Robin Gielen                                                 | Craneveld                           |
| AJ Sports/Hellas                     | 's-Gravenhage  | Zuid-Holland  | Neso Saponjic                                                | Hellashal                           |
| Hercules                             | 's-Gravenhage  | Zuid-Holland  | Maarten Roestenburg                                          | Boswijk                             |
| Alphadeur/Houten                     | Houten         | Utrecht       | Hans van Dijk                                                | De Slinger The Dome (dec. 2015)     |
| JMS/Hurry-Up                         | Zwartemeer     | Drenthe       | Joop Fiege                                                   | De Eendracht                        |
| OCI-LIONS 2                          | Sittard-Geleen | Limburg       | Harold Nüsser                                                | De Haamen (Beek) Fitland XL Sittard |
| Koornneef Werving & Selectie/Quintus | Kwintsheul     | Zuid-Holland  | René Zwinkels                                                | Van der Voorthal                    |
| Swift Arnhem                         | Arnhem         | Gelderland    | Arthur Langedijk                                             | Elderveld                           |
| RED-RAG/Tachos                       | Waalwijk       | Noord-Brabant | Edgar van Mierlo Martijn Verhagen ontslagen in november 2016 | De Slagen                           |
| BENE-League                          |                |               |                                                              |                                     |
| FIQAS/Aalsmeer                       | Aalsmeer       | Noord-Holland | René Romeijn                                                 | De Bloemhof                         |
| Targos Bevo HC                       | Panningen      | Limburg       | Martin Vlijm                                                 | De Heuf                             |
| OCI-LIONS                            | Sittard-Geleen | Limburg       | Monique Tijsterman                                           | Fitland XL Sittard                  |
| KRAS/Volendam                        | Volendam       | Noord-Holland | Mark Schmetz                                                 | Opperdam                            |

## Reguliere competitie
| Pos | Club                                 | Wed | W  | G | V  | Ptn | DV  | DT  | +/−  | Opmerking                           |
| --- | ------------------------------------ | --- | -- | - | -- | --- | --- | --- | ---- | ----------------------------------- |
| 1   | JMS/Hurry-Up                         | 18  | 16 | 1 | 1  | 33  | 626 | 435 | +191 | Gekwalificeerd voor kampioenspoule  |
| 2   | Koornneef Werving & Selectie/Quintus | 18  | 12 | 1 | 5  | 25  | 446 | 410 | +36  | Gekwalificeerd voor kampioenspoule  |
| 3   | Oosting Metaal Recycling/E&O         | 18  | 10 | 3 | 5  | 23  | 477 | 455 | +22  | Gekwalificeerd voor kampioenspoule  |
| 4   | RED-RAG/Tachos                       | 18  | 10 | 2 | 6  | 22  | 490 | 451 | +39  | Gekwalificeerd voor kampioenspoule  |
| 5   | Alphadeur/Houten                     | 18  | 9  | 1 | 8  | 19  | 449 | 442 | +7   | Gekwalificeerd voor degradatiepoule |
| 6   | Hercules                             | 18  | 7  | 3 | 8  | 17  | 441 | 467 | −26  | Gekwalificeerd voor degradatiepoule |
| 7   | OCI-LIONS 2                          | 18  | 7  | 1 | 10 | 15  | 453 | 490 | −37  | Gekwalificeerd voor degradatiepoule |
| 8   | Swift Arnhem                         | 18  | 4  | 2 | 12 | 10  | 435 | 496 | −61  | Gekwalificeerd voor degradatiepoule |
| 9   | AJ Sports/Hellas                     | 18  | 4  | 2 | 12 | 10  | 376 | 470 | −94  | Gekwalificeerd voor degradatiepoule |
| 10  | Gilde-BT/HandbaL Venlo               | 18  | 2  | 2 | 14 | 6   | 430 | 507 | −77  | Gekwalificeerd voor degradatiepoule |

## Nacompetitie

### Degradatie poule
| Pos | Club                   | Wed | W | G | V | Ptn | DV  | DT  | +/− | BP | Opmerking                                     |
| --- | ---------------------- | --- | - | - | - | --- | --- | --- | --- | -- | --------------------------------------------- |
| 1   | Swift Arnhem           | 10  | 8 | 0 | 2 | 19  | 283 | 242 | +41 | +3 |                                               |
| 2   | Alphadeur/Houten       | 10  | 5 | 0 | 5 | 16  | 282 | 280 | +2  | +6 |                                               |
| 3   | OCI-LIONS 2            | 10  | 4 | 1 | 5 | 13  | 284 | 265 | +19 | +4 |                                               |
| 4   | Hercules               | 10  | 3 | 1 | 6 | 12  | 261 | 293 | −32 | +5 |                                               |
| 5   | Gilde-BT/HandbaL Venlo | 10  | 5 | 0 | 5 | 11  | 259 | 268 | −9  | +1 |                                               |
| 6   | AJ Sports/Hellas       | 10  | 4 | 0 | 6 | 10  | 214 | 235 | −21 | +2 | Speelt Best of Two voor degradatie/handhaving |

#### Best of Two
- WHC verliezer van Nacompetitie Eerste Divisie.

| 30 april 2016 | WHC | 23 - 26 | AJ Sports/Hellas |

| 7 mei 2016 | AJ Sports/Hellas | 20 - 17 | WHC |

### Kampioenspoule
| Pos | Club                                 | Competitie  | Wed | W  | G | V  | Ptn | DV  | DT  | +/−  | Opmerking                         |
| --- | ------------------------------------ | ----------- | --- | -- | - | -- | --- | --- | --- | ---- | --------------------------------- |
| 1   | OCI-LIONS                            | BENE-League | 14  | 13 | 0 | 1  | 26  | 469 | 326 | +143 | Gekwalificeerd voor Best of Three |
| 2   | Targos Bevo HC                       | BENE-League | 14  | 12 | 1 | 1  | 25  | 428 | 329 | +99  | Gekwalificeerd voor Best of Three |
| 3   | JMS/Hurry-Up                         | Eredivisie  | 14  | 9  | 0 | 5  | 18  | 422 | 405 | +17  |                                   |
| 4   | FIQAS/Aalsmeer                       | BENE-League | 14  | 8  | 0 | 6  | 16  | 355 | 337 | +18  |                                   |
| 5   | KRAS/Volendam                        | BENE-League | 14  | 6  | 1 | 7  | 13  | 414 | 399 | +15  |                                   |
| 6   | Koornneef Werving & Selectie/Quintus | Eredivisie  | 14  | 3  | 1 | 10 | 7   | 337 | 397 | −60  |                                   |
| 7   | Oosting Metaal Recycling/E&O         | Eredivisie  | 14  | 2  | 1 | 11 | 5   | 323 | 431 | −108 |                                   |
| 8   | RED-REG/Tachos                       | Eredivisie  | 14  | 1  | 0 | 13 | 2   | 321 | 445 | −124 |                                   |

1. 1 2 3 4 5 6  Speelt volgend seizoen BENE-League

## Best of Three
| 22 mei 2016 | OCI-LIONS | 34 - 19 | Targos Bevo HC | Fitland XL, Sittard |
| 22 mei 2016 |           |         |                | Fitland XL, Sittard |
| 22 mei 2016 |           |         |                | Fitland XL, Sittard |

| 28 mei 2016 | Targos Bevo HC | 24 - 19 | OCI-LIONS | De Heuf, Panningen |
| 28 mei 2016 |                |         |           | De Heuf, Panningen |
| 28 mei 2016 |                |         |           | De Heuf, Panningen |

| 5 juni 2016 | OCI-LIONS | 28 - 26 | Targos Bevo HC | Fitland XL, Sittard |
| 5 juni 2016 |           |         |                | Fitland XL, Sittard |
| 5 juni 2016 |           |         |                | Fitland XL, Sittard |

## Einduitslag
| 1.  | OCI-LIONS                            | - BENE-League 2017/18 + EHF Cup           |
| 2.  | Targos Bevo HC                       | - BENE-League 2017/18                     |
| 3.  | JMS/Hurry-Up                         | - BENE-League 2017/18 + EHF Challenge Cup |
| 4.  | FIQAS/Aalsmeer                       | - BENE-League 2017/18                     |
| 5.  | KRAS/Volendam                        | - BENE-League 2017/18 + EHF Cup           |
| 6.  | Koornneef Werving & Selectie/Quintus | - BENE-League 2017/18                     |
| 7.  | Oosting Metaal Recycling/E&O         |                                           |
| 8.  | RED-RAG/Tachos                       |                                           |
| 9.  | Swift Arnhem                         |                                           |
| 10. | Alphendeur/Houten                    |                                           |
| 11. | OCI-LIONS 2                          |                                           |
| 12. | Hercules                             |                                           |
| 13. | Gilde-BT/HandbaL Venlo               |                                           |
| 14. | AJ Sports/Hellas                     |                                           |

## Beste handballers van het jaar
Door de coaches zijn bij de heren de volgende spelers verkozen tot beste handballers van het jaar;
| Categorie    | Winnaar      | Club      |
| ------------ | ------------ | --------- |
| Beste keeper | Luuk Hoiting | OCI-LIONS |
| Beste speler | Luc Steins   | OCI-LIONS |
| Talent       | Kay Smits    | OCI-LIONS |